# أرون بيري
أرون بيري (بالإنجليزية: Aaron F. Perry) (و. 1815 – 1893 م) هو سياسي، ومحامي أمريكي، ولد في ليستر، كان عضوًا في الحزب الجمهوري، توفي في سينسيناتي، أوهايو، عن عمر يناهز 78 عاماً.

## مناصب
تولى منصب عضو مجلس النواب الأمريكي
- عضو مجلس نواب أوهايو

.

## التعليم
تعلم في كلية ييل للحقوق
.